# Callistus Rubaramira
Callistus Rubaramira (* 8. Februar 1950 in Rubira Kyanamira) ist ein ugandischer Priester und Bischof von Kabale.

## Leben
Callistus Rubaramira empfing am 18. Mai 1975 die Priesterweihe. Papst Johannes Paul II. ernannte ihn am 15. März 2003 zum Bischof von Kabale.
Der Altbischof von Kabale, Robert Marie Gay MAfr, spendete ihm am 8. Juni desselben Jahres die Bischofsweihe; Mitkonsekratoren waren Barnabas R. Halem 'Imana, emeritierter Bischof von Kabale, und Paul K. Bakyenga, Erzbischof von Mbarara. 